# География Майотты

Расположение острова

Майотта — заморская территория Франции, лежащая в северной части Мозамбикского пролива в Индийском океане. Этот небольшой остров характеризуется средним гористым ландшафтом и тропическим климатом.

## Площадь, местоположение и границы
Площадь — 375 км²
Положение — 12°50’S и 42°50’E. Остров Майотта вместе с прибрежными островами принадлежит к архипелагу Коморских островов.
Границы — через территориальные воды Мозамбикского канала Майотта граничит на северо-западе с Федеративной Исламской Республикой Коморские острова и является спорным районом между Францией и Коморскими Островами.

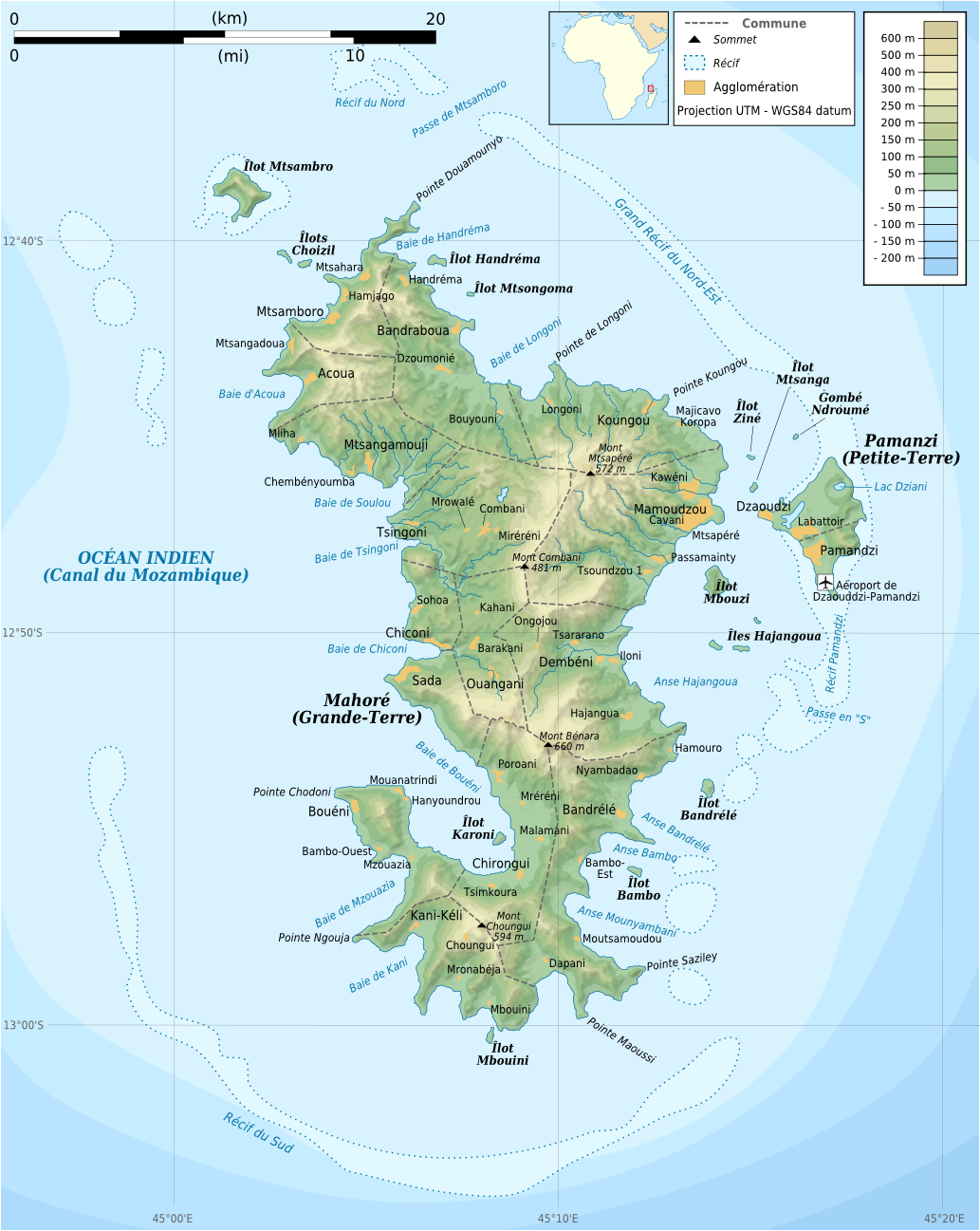
Карта острова

Береговая линия — 185 км.

## Описание
Майотта включает в себя: остров Майотта, также называемый Гранд-Тер и Маоре, а также небольшие островки, в том числе Памандзи и Бузи на востоке, М’Буини на юге, М’замборо на юго-востоке. Всего в Майотте насчитывается около 30 островов. Береговая линия хорошо развита, есть многочисленные бухты и небольшие скалистые прибрежные острова. Побережье в основном скалистое, есть также песчаные пляжи. Остров окружён коралловыми рифами, которые отделяют его от океана лагуной. Эта лагуна является одной из крупнейших в мире.
Майотта — остров вулканического происхождения и является самой старой частью архипелага Коморских островов. Остров характеризуется аналогичной геологической структурой, как и весь архипелаг Коморских островов, основную долю составляет базальт. Майотта отличается низким, гористым ландшафтом, где имеются старые вулканические кратеры. Средняя высота острова составляет 500—600 м над уровнем моря. Самая высокая вершина острова Бенара поднимается до 660 м над уровнем моря. На острове есть равнинный ландшафт, представленный широкими долинами, которые спускаются к морю и обрываются прибрежными скалами.

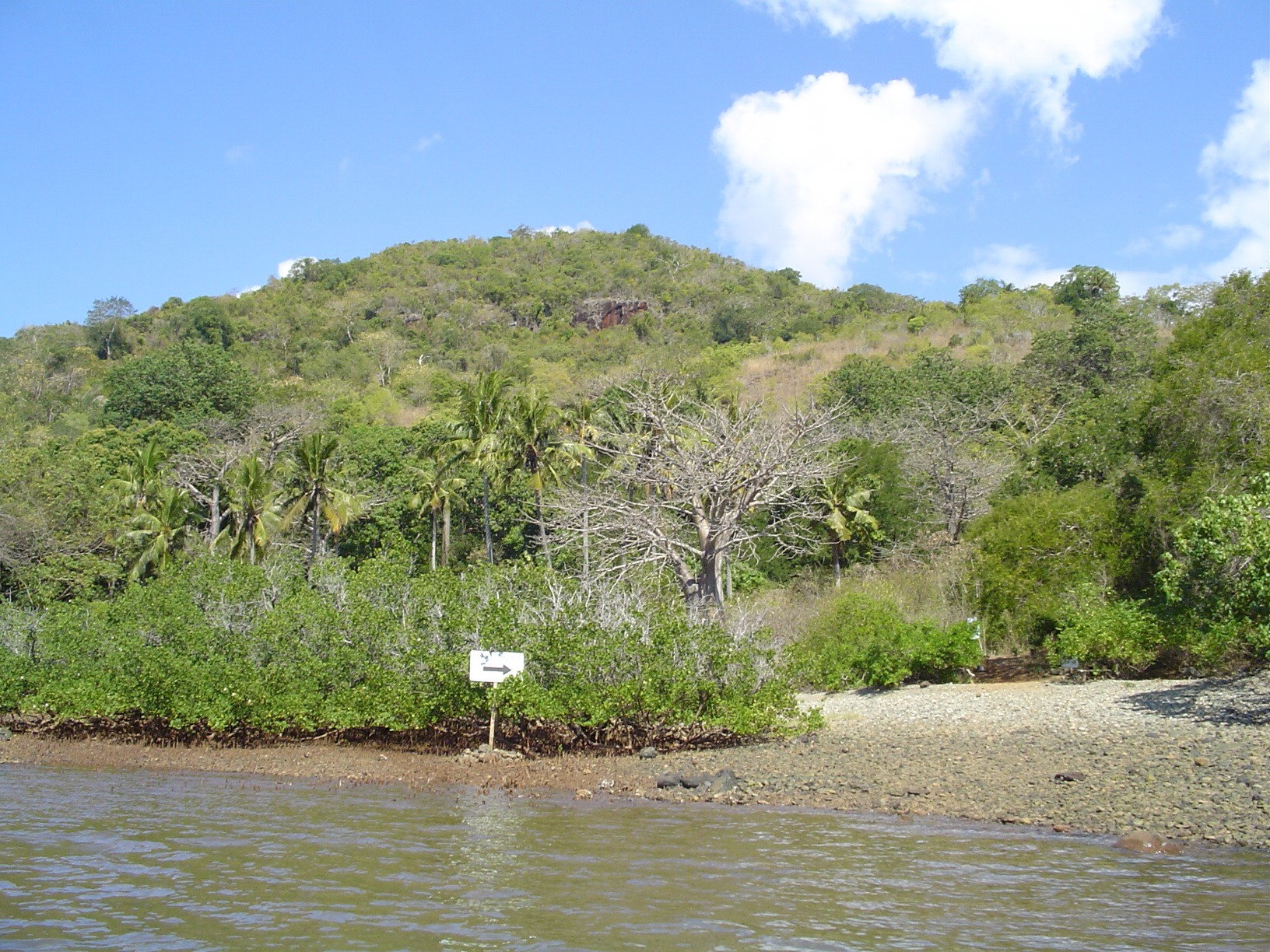
Побережье Майотты

## Климат
Майотта, благодаря своему расположению, находится во влажной экваториальной климатической зоне. Характерной особенностью является существование двух сезонов: дождливого и сухого, где муссоны влияют на распределение осадков. Температуры типичны для экваториальных областей. Средние значения составляют 24-27 °С. Дневные амплитуды не превышают 10 °С. Самые высокие значения достигают 30-32 °С. Осадки высоки и колеблются от 1000 до 1500 мм в год. Они распределяются неравномерно в течение всего года, засуха является обычным явлением. Сезон дождей длится до 5-6 месяцев. В долгосрочном периоде наблюдается неравномерное распределение осадков.

## Водоёмы
Существует сеть коротких водотоков в виде потоков. Водотоки имеют периодическую форму и растут в период наибольшего количества осадков. В районе Майотты есть несколько небольших озёр.

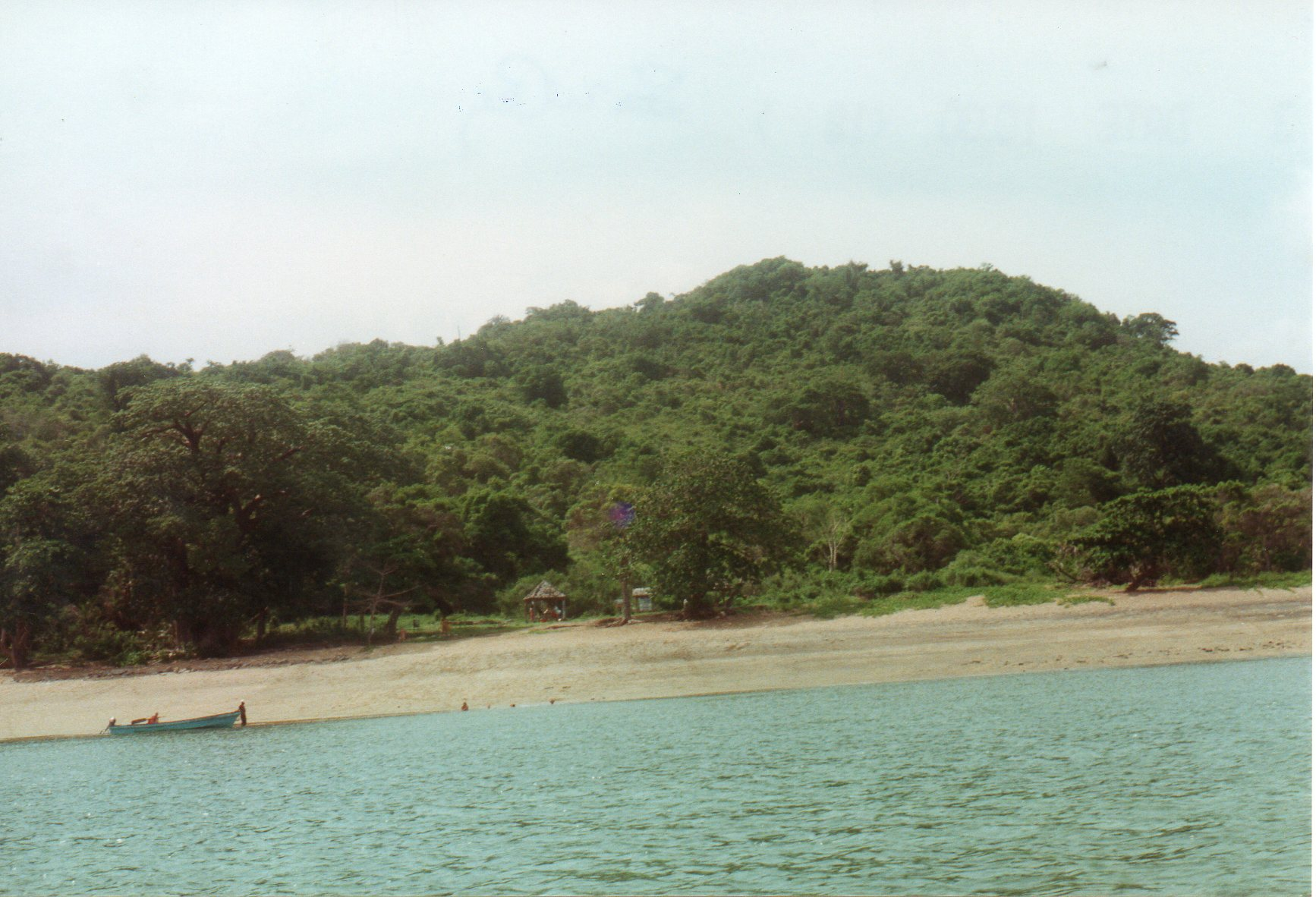
Леса Майотты

## Почвы
Почвенный покров похож на тот, который имеется на Коморских Островах. Это прежде всего вулканическая почва. Есть также красные ферралитовые почвы.

## Флора и фауна
Большая часть территории острова Майотта была преобразована человеком. Большую долю имеют плантации различных древесных и кустарниковых растений. Естественная растительность состоит из тропических лесов с видами деревьев, частично и полностью теряющих листья в сухой сезон. Есть много пальм, главным образом кокосового ореха. На Майотте есть много видов полезных растений, таких как ваниль, кофейное дерево и сахарный тростник. Леса в настоящее время занимают около 10 % территории страны. На островах есть коралловые рифы.
Животный мир в значительной степени истреблён. Фауна принадлежит к Мадагаскарской области, где обитает множество эндемичных видов. В лесах живут обезьяны и многие виды птиц, включая морских птиц. Прибрежные воды изобилуют ракообразными и рыбой, которые вылавливаются, покрывая собственные и экспортные потребности Майотты.